# 藤原道信
藤原道信（日语：／ Fujiwara no Michinobu */?，972年—994年8月20日）是日本平安時代中期的貴族和歌人，官位是從四位上左近衛中將，亦是中古三十六歌仙和《百人一首》歌人之一，有約50首作品收錄於敕撰和歌集內，藤原北家九條流出身，父親是從一位太政大臣藤原為光，長兄是從三位參議藤原誠信，二兄為正二位大納言藤原齊信，弟弟是從二位權中納言藤原公信。

## 生平
道信的出生年份雖然在史料上沒有明確記載，但是從其逝世日期和得年可以得知他生於天祿3年（972年），按島原松平文庫本《道信集》勘物記載，他是為光的三子，《國史大辭典》和《和歌大辭典》也持同一說法，《二十一代集才子傳》和《中古歌仙三十六人傳》則分別記載他是四子和五子。寬和2年10月21日（986年11月25日），按《日本紀略》記載他在淑景舍元服，《尊卑分脈》則記載是在凝花舍元服，叙爵為從五位下的同時成為伯父攝政藤原兼家的養子，而道信這個名字便是取自於為光之子共通的「信」字以及兼家之子共通的「道」字。同年11月10日（12月13日），他就任為侍從。翌年3月13日（987年4月13日），按其家集以及《實方集》記載，他與藤原實方一同在石清水八幡宮的臨時祭上獻舞，同年3月26日（4月26日），按《小右記》記載，他與藤原伊周和源經房在兼家的宅邸東三條第舉行的春日詣試樂中擔任舞人。
永延元年9月4日（987年9月29日），道信就任右兵衛佐，他在一條天皇於同年10月14日（11月7日）行幸東三條第後升正五位下。翌年正月29日（988年2月19日），他升任左近衛少將，同年3月25日（4月14日）升從四位下。永延3年正月29日（989年3月9日），他兼任近江介，同年3月4日（4月12日）兼任但馬權守，同月20日（989年4月28日）他與藤原正光一同在一條天皇行幸春日大社的試樂中表演了一之舞。永祚元年10月20日（989年11月21日），按《小右記》記載，他擔任弓場始出居的次將。同年12月20日（990年1月19日），按《小右記》記載，他在養父兼家就任太政大臣的宴會中與源宣方負責勸酒。永祚2年7月2日（990年7月26日），兼家死去，按《榮花物語》記載，兼家之子藤原道兼將道信視為養子，並且將其正室之妹藤原遠量之女許配給他。
正曆2年9月21日（991年10月31日），道信轉任為左近衛中將，同年10月15日（11月23日），他陪同藤原詮子參拜長谷寺。翌年正月10日（992年2月16日），他兼任美濃權守，其父為光在同年6月16日（7月23日）死去後，道信守孝一年，並且於中有期間一直留在其父建立的菩提寺法住寺。正曆4年7月26日（993年8月16日），按《權記》記載，他與源重信、藤原道兼陪同一條天皇觀看相撲內取。翌年正月12日（994年2月24日），他憑其在近衛府的功勞而獲擢升至從四位上，同年7月11日（8月20日）死去，得年23歲，辭世歌收錄於《千載和歌集》（《新編國歌大觀》編號549）。

## 和歌
- 《小倉百人一首》
藤原道信朝臣
菱川師宣繪本
- 《小倉擬百人一首》
藤原道信朝臣 太平次和阿米（日语：絵本合法衢）
歌川國貞的浮世繪

道信收錄於敕撰和歌集的和歌數目眾說紛紜，《勅撰作者部類》和《和歌大辭典》記載為49首，《日本古典文學大辭典》和《國史大辭典》則是48首，其歌風簡潔易懂，真情流露，並不拘泥於過去的形式，而他作為一條天皇在位時期的歌人在《續本朝往生傳》中與藤原實方、藤原長能、大中臣輔親、和泉式部、赤染衛門和曾禰好忠等人齊名，《大鏡》也指他的和歌非常出色（いみじき和歌の上手），《今昔物語集》則形容他不但容貌端麗，而且品格高尚，更精於和歌（形チ有様ヨリ始テ、心バヘ糸可咲テ、和歌ヲナム微妙ク読ケル）。其留傳至今的和歌約有120首，其中主要是與藤原公任、藤原實方、源宣方、藤原成房和藤原為賴等人的贈答歌，以及追悼其父為光和圓融院的和歌，另外也有與婉子女王（花山天皇女御）、藤原濟時之女、小大君和小弁等人的戀歌。
《百人一首》的入選作是：
| 《新編國歌大觀》版本 | 全日本歌牌協會版本 | 嵯峨嵐山文華館版本 | 中譯                                        |
| -------------------- | ------------------ | ------------------ | ------------------------------------------- |
|                      |                    |                    | 破曉須分手 別君切切戀 明知夕又見 尤自恨朝暉 |

這首和歌收錄於《後拾遺和歌集》卷第十二「戀二」，《新編國歌大觀》編號是672，詞書是「下雪時從女性住處回家之際所作」（をむなのもとよりゆきふり侍けるひかへりてつかはじける），此歌與《新編國歌大觀》編號671的和歌並列，不少注釋書都解讀成這是連續的兩首後朝作品，文獻上最早指出這一點的是《後陽成抄》中引用了仍覺的說法，也就是說在清晨的回家路上，薄薄的淡雪已經積滿一地，雖然在清晨才回家已經有點晚，但是仍然對於因為積雪太過明亮而過早離去感到悔恨，從而表達出其愛意之深。然而，在《道信集》中由於兩首和歌的詞書各有不同，《百人一首》入選作是「從同一女性的住處回家時」（おなじ女のもとよりかへりて，《新編國歌大觀》編號3），另一首則是在「在下雪的早上從女性住處回家」（女のもとより、ゆきのふりける朝にかへりて，《新編國歌大觀》編號4），因此其與《後拾遺集》營造的情境相差甚遠。此外，道信原本的代表作是收錄於《拾遺和歌集》的和歌（《新編國歌大觀》編號1293），此歌同時收錄於《拾遺抄》、《後十五番歌合》、《深窓秘抄》、《玄玄集》、《古來風體抄》、《八代抄》、《八代集秀逸》、《秀歌體大略》和《近代秀歌》，受到藤原公任和藤原俊成的注視，反之《百人一首》入選歌則只收錄於《後拾遺集》、《八代抄》、《八代集秀逸》、《五代簡要》以及《時代不同歌合》，吉海直人認為藤原定家採錄此歌至《百人一首》是因為他將後朝的刻不容緩投射在作者短暫的一生上，並且指出另外兩首後朝歌的《百人一首》入選作的作者藤原敦忠和藤原義孝均與道信一樣英年早逝。
首句的意思是天亮了的話，是表示結束的助動詞的已然形，是表示順接的接續助詞，配合已然形的話有必然發生的意思，反映按照當時的習俗，男性在天亮時必須離開女性住處，這裡隱含男性被趕走的感受。第二句的意思是很快又來到日落時分，暗示很快又可以見面，是表示引用的格助詞，則是表示強調的係助詞。第三句的意思是明知如此，是表示逆接的接續助詞。第四句的意思是果然還在執着的心情，其中為副詞。末句的意思是已到清晨了啊，其中是表示感嘆的終助詞。上句展現理性的同時，下句則表達理性也無法抑制的高揚感情，從而表達出對女性深厚的愛意，這首流暢的作品充分反映了訪妻婚形成的離別感情，為典型的王朝和歌。

## 家集
道信的家集是《道信集》，又稱《道信朝臣集》、《藤原道信朝臣集》，雖然根據《公任集》記載，道信可能曾經自撰家集，但是現存的家集均出自他人手筆，推測是由其身邊的人為了悼念他英年早逝而寫成，收錄歌主要是戀歌、交遊歌和追悼歌等以日常生活為題材的作品，時期橫跨永延2年（988年）至正曆5年（994），其中較多是正曆2年（991年）至正曆4年（993年）的作品。家集分為兩類，首先是第一類，分為三種，第一種是島原松平文庫本和榊原家本，兩者幾乎完全相同。其中，島原松平文庫本是長27.6厘米，寬20厘米的袋綴本，藍色封面配上雲雷紋以及牡丹蔓草紋，左上題簽為《道信集》，卷末則有「內舍源忠房」和「文庫」的藏書印，收錄歌數是109首，其中包括4句連歌）以及在卷末以「入撰集不見當集歌」名義增補的4首和歌，為現存各版本中收錄歌數最多，而且明顯的錯誤較少，推測出自於榊原家本。第二種是宮內廳書陵部藏甲本，收錄歌數為93首以及4句連歌，除了各自缺失三首作品、部分排列不同以及重複收錄的一首和歌以外，內文與排列方面直到第94首為止幾乎與第一種一致。第三種是宮內廳書陵部藏丙本，收錄歌數73首，而卷末的15首則出自於其他版本，其中有11首為丙本的獨有歌，推測除了現存的版本外原本還存在另一種版本，排除這15首和歌的話，排列上與第一種和第二種接近。其次，相對於第一類的第二類收錄了8首獨有歌，與第一類第一種和第二種的共通收錄歌分別是60首和56首，兩者的排列也差距甚大，杉谷壽郎推測第二類原本是由第一類的脫落、錯簡或大幅簡化後而成的版本，久保木哲夫則認為無法判斷兩者原本是否出自同一版本，如果是的話，脫落和錯簡的問題相當嚴重。第二類的第一種是宮內廳書陵部藏乙本，為長24.1厘米，寬16.3厘米的列帖裝，封面是金箔和銀箔的砂子配上雲霞紋，中央部分的外題為《道信朝臣集》，收錄歌數為66首以及連歌兩句。第二種是杉谷壽郎氏藏本（架藏本），收錄歌數為76首以及連歌兩句，與乙本相比多了第3首、第24首和第70至第77首。另有一未公開的京都田中家本。底本方面，《新編國歌大觀》採用了榊原家本，而《私家集大成》採用了島原松平文庫本以及乙本，《桂宮本叢書》則同時採用了甲本、乙本和丙本。

### 註解
1. ↑  試樂是指在正式於神社祭典上獻舞前所作的排練[4]。
2. ↑  一之舞是指最初的舞蹈或負責此部分的舞人，而舞樂本身分為左舞（唐樂）和右舞（高麗樂），由於首先表演左舞，所以又代指左舞，也有表示其是最佳舞人的意思[6]。
3. ↑  賭弓是指拿出賭注，並且以弓術結果來分出勝負，勝者獻舞後能夠獲得賭注，並且需要宴請負方，負方則罰飲[7]。
4. ↑  弓場始是一項讓天皇觀賞公卿以下的殿上人的賭弓的弓術儀式[注 3]，大多在陰曆10月5日舉行[8]，出居則是指在賭弓等儀式中臨時設立的座位[9]。
5. ↑  贈答歌是指兩人之間互相通過和歌來溝通[13]。
6. ↑  詞書是指該和歌的主題和寫作動機等相關事宜[18]。
7. ↑  後朝是指男女共度一夜後的翌日早上[19]。
8. ↑  砂子是指將金箔和銀箔弄成粉，作為裝飾撒在上面[25]。

## 外部連結
- . 國書數據庫 （日语）.